# Agapetus incertulus
Agapetus incertulus är en nattsländeart som beskrevs av Mclachlan 1884. Agapetus incertulus ingår i släktet Agapetus och familjen stenhusnattsländor. Inga underarter finns listade i Catalogue of Life.